# 南京公教新村

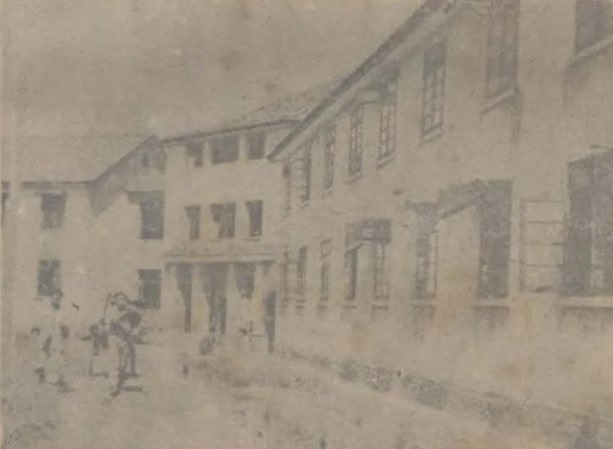
公教一村甲型住宅，1948年

南京公教新村为1946年国民政府在南京建造的五处机关学校职员宿舍，由建筑师杨廷宝设计，均由简易材料快速建造而成，具有临时应急性。现绝大部分建筑已不存，仅有公教一村作为地名尚在使用。

## 历史
1946年，国民政府还都南京，随政府迁回的公教人员（公务员、教师）家属达43万多人，加之抗战期间大量民房被毁，因而出现住房紧张的局面。行政院因此成立中央还都机关房屋配建委员会，在市区蓝家庄、大方巷等处建造了五处宿舍区以供机关学校人员居住，合成“公教新村”，由著名建筑师杨廷宝设计。
公教新村总建筑面积达37000平方米，可供近1000户居住，各处新村根据地块地形单独规划。其简易宿舍主要分为甲、乙两种房型。甲型宿舍平面呈放射状，中央的六边形建筑内为楼梯、公用浴室厕所，四周为外廊，连接五栋宿舍（其中一栋底层为食堂厨房），每栋20户；乙型宿舍一梯两户，每栋8户，每户单独设厨房、卫生间，居住面积分别为27平方米、39.5平方米。所有宿舍均为二层，砖柱承重，内外墙体采用竹笆或板条抹灰墙（1960年代后逐步改为砖承重墙混凝土楼板结构），底层地板以下由龙骨承托架空，与地面相隔，并开透气孔，用以防潮。其设计满足投资少、用料简单、建造快的要求。各村按建成时间先后以一至五顺序命名，村内甲型住宅以天干排序，命名为甲字楼、乙字楼等，乙型住宅以地支排序，命名为子字楼、丑字楼等。房屋外观美观大方，楼间空地种植柏树作为点缀，各村设有服务社，为住户提供清洁、水电、邮政等生活服务，1948年5月后由各村住户组织自治会接管。
公教新村住宅建成后仅允许租给政府机关职员、学校教员居住，甲型宿舍月租3万元法币，乙型宿舍月租6万或8万元法币。中央还都机关房屋配建委员会采用抽签方式，由政府一二级机关（如院、部、会）比例抽签，各机关再就中签号数由该机关职员抽签分配。1947年11月16日，乙种住户开始迁入，同月29日，甲种住户开始迁入。据当时《中央日报》报道，能够住进新村的公教人员，不到全体公教人员的1/134。
公教新村1960年代曾经过加固改造，但因其应急性建筑的性质，加之居住密度远高于原设计，房屋老化较快，此后陆续拆除。现仅公教二村尚存两栋乙型住宅，公教一村作为地名尚在使用。

## 各村状况
公教一村位于鸡鸣寺蓝家庄附近，考试院路（现北京东路）北侧、考试院（现南京市人民政府）东侧，分东西二部，1947年10月各有甲型住宅90户，乙型住宅24户。现仍为南京市级机关职工宿舍区，小区主路基本保持原格局，但原有建筑已全部拆除，其中西北角甲型宿舍楼拆除于文革时期，东北角甲型宿舍楼拆除于约1990年代初。现存建筑建于1980年代以后。为该村配套设立的蓝家庄国民小学现为南京市北京东路小学。
公教二村位于南京城西的水佐岗回龙桥，有甲型住宅90户，乙型住宅40户。原地名已废，并入回龙桥8号和6号小区。现回龙桥6号院尚存两栋乙型住宅楼，为公教新村最后遗存。
公教三村位于广州路青岛路路口，分甲乙两部，分别位于广州路南侧和青岛路西侧，有甲型住宅5幢90户，乙型住宅12幢96户，现已拆除，原地名已废，原址现为青岛路2号小区、广州路99号海苑大厦。
公教四村位于中山北路、鼓楼二条巷、渊声巷之间，分为南村和北村两部分，南北各有甲型住宅5幢90户，现已拆除，原地名已废，原址现为中山北路45号怡华酒店、中山北路49号江苏机械大厦。
公教五村位于南京城南马府街，有甲型住宅5幢90户，乙型住宅6幢48户。1969年曾以马府街61号门牌改名六一村，后恢复原名。现已拆除，原地名已废，原址现为马府新村西部区域。